# Кальдерон, Мария
Мария Инес Кальдерон (исп. María Inés Calderón; 1605, Мадрид — 1678, Гвадалахара), также известная как Ла Кальдерона (исп. La Calderona) и Марисапалос (исп. Marizápalos), — испанская актриса

, любовница Филиппа IV, короля Испании, и мать его незаконнорожденного сына Хуана Хосе Австрийского.

## Биография
Мария Кальдерон привлекла внимание короля после своего дебюта в театре Корраль-де-ла-Крус в Мадриде в 1627 году. В то время она состояла в отношениях с Рамиро Пересом де Гусманом, герцогом Медины де лас Торрес, вдовцом дочери Гаспара де Гусмана-и-Пиментеля. Король вынудил её бросить карьеру актрисы и поселил её во дворце в Мадриде. После рождения сына в 1629 году Кальдерон потеряла опеку над ним, несмотря на все свои протесты. Её отношения с королём закончились в том же году. В то время ходили слухи, что отцом её сына был Рамиро Перес де Гусман.
В марте 1642 года Мария Кальдерон была вынуждена против своей воли стать монахиней. Она удалилась в монастырь Сан-Хуан Баутиста в Вальфермосо, располагавшийся в провинции Гвадалахара в долине Утанде. Она стала его настоятельницей в 1643 году.

## Признание
Хребет Сьерра-Кальдерона, расположенный на восточной оконечности Иберийских гор, ранее был известен как горы Порта-Коэли (исп. Monts de Porta Coeli) по названию картезианского монастыря Порта-Коэли, лежавшего в горах. Современное название Сьерра-Кальдерона возникло в XVII веке, когда Мария Кальдерон, известная как «Ла Кальдерона», скрывалась от короля Филиппа IV в этих горах среди разбойников.

## В музыке
Романс «Marizapalos» Гаспара Санса, который обучал незаконнорожденного сына короля от Марии, повествует о рискованной истории племянницы священника, которая, пренебрегая своими занятиями, срывает цветы и отвечает взаимностью влюблённому в неё парню.